# Alonso Muriel y Loyola
Alonso Muriel y Loyola   (Madrid, valor desconegut - Camposanto, 1743) va ser un militar espanyol.
Membre de la casa d'aquest cognom a Madrid. Fill segon de Nicolás Muriel de Tapia, senyor de Torrejón del Rey i gentilhome de boca del rei, i de Josefa de Loyola y Oyanguren. Va fer carrera militar servint al Cos de Reials Guàrdies d'Infanteria fins al grau de tinent primer. Va passar amb el seu regiment a les guerres d'Itàlia, on va assistir a la batalla de Camposanto el 8 de febrer de 1743, en la qual va morir a resultes d'una ferida.
En l'àmbit personal estava casat amb Micaela Pacheco y Velarde, filla de Sebastián Pacheco, regidor degà de Madrid, i de Manuela Velarde. El matrimoni no va tenir fills, i, d'acord amb Ruiz de Vergara, la seva mort, sumada a la dels seus germans sense descendència, va portar a l'extinció per via masculina de la Casa de Muriel.